# 1957–1958-as norvég labdarúgó-bajnokság (első osztály)
Az 1957–1958-as Hovedserien volt a 14. alkalommal megrendezett, legmagasabb szintű labdarúgó-bajnokság Norvégiában.
A címvédő a Fredrikstad volt. A szezont a Viking csapata nyerte, a bajnokság történetében először.

## Tabellák

### A csoport
| Hely. | Csapat      | M  | Gy | D | V  | G+ | G– | Gk  | P  | Továbbjutás vagy kiesés    |
| ----- | ----------- | -- | -- | - | -- | -- | -- | --- | -- | -------------------------- |
| 1.    | Viking (B)  | 14 | 9  | 3 | 2  | 32 | 14 | +18 | 21 | Továbbjutott a döntőbe     |
| 2.    | Larvik Turn | 14 | 9  | 3 | 2  | 36 | 22 | +14 | 21 |                            |
| 3.    | Strømmen    | 14 | 8  | 2 | 4  | 29 | 16 | +13 | 18 |                            |
| 4.    | Brann (F)   | 14 | 8  | 1 | 5  | 26 | 28 | −2  | 17 |                            |
| 5.    | Raufoss (F) | 14 | 7  | 0 | 7  | 35 | 30 | +5  | 14 |                            |
| 6.    | Odd         | 14 | 7  | 0 | 7  | 30 | 26 | +4  | 14 |                            |
| 7.    | Frigg (K)   | 14 | 3  | 0 | 11 | 20 | 38 | −18 | 6  | Kiesett a Lansdelsserienbe |
| 8.    | Sparta (K)  | 14 | 0  | 1 | 13 | 10 | 44 | −34 | 1  | Kiesett a Lansdelsserienbe |

### B csoport
| Hely. | Csapat        | M  | Gy | D | V  | G+ | G– | Gk  | P  | Továbbjutás vagy kiesés    |
| ----- | ------------- | -- | -- | - | -- | -- | -- | --- | -- | -------------------------- |
| 1.    | Skeid         | 14 | 11 | 1 | 2  | 41 | 13 | +28 | 23 | Továbbjutott a döntőbe     |
| 2.    | Fredrikstad   | 14 | 9  | 3 | 2  | 45 | 18 | +27 | 21 |                            |
| 3.    | Asker         | 14 | 6  | 5 | 3  | 36 | 26 | +10 | 17 |                            |
| 4.    | Sandefjord    | 14 | 5  | 5 | 4  | 16 | 16 | 0   | 15 |                            |
| 5.    | Lillestrøm    | 14 | 6  | 1 | 7  | 34 | 32 | +2  | 13 |                            |
| 6.    | Eik (F)       | 14 | 5  | 3 | 6  | 22 | 27 | −5  | 13 |                            |
| 7.    | Molde (F, K)  | 14 | 1  | 5 | 8  | 18 | 38 | −20 | 7  | Kiesett a Lansdelsserienbe |
| 8.    | Steinkjer (K) | 14 | 1  | 1 | 12 | 17 | 59 | −42 | 3  | Kiesett a Lansdelsserienbe |

## Meccstáblázatok

### A csoport
| Hazai \ Vendég | SKB | FRI | LAR | ODD | RAU | SPA | STR | VIK |
| -------------- | --- | --- | --- | --- | --- | --- | --- | --- |
| Brann          | —   | 1–0 | 3–3 | 3–1 | 1–0 | 5–0 | 3–2 | 1–3 |
| Frigg          | 2–3 | —   | 2–3 | 5–1 | 0–2 | 4–1 | 1–4 | 0–2 |
| Larvik Turn    | 3–2 | 3–0 | —   | 0–1 | 5–2 | 4–0 | 2–1 | 2–1 |
| Odd            | 6–0 | 7–2 | 3–1 | —   | 2–3 | 2–0 | 1–2 | 1–2 |
| Raufoss        | 1–2 | 4–1 | 1–3 | 0–3 | —   | 7–2 | 2–1 | 1–2 |
| Sparta         | 1–2 | 0–2 | 2–3 | 1–2 | 2–4 | —   | 0–1 | 1–1 |
| Strømmen       | 5–0 | 2–0 | 1–1 | 5–0 | 2–6 | 1–0 | —   | 0–0 |
| Viking         | 1–0 | 5–1 | 3–3 | 2–0 | 4–2 | 6–0 | 0–2 | —   |

### B csoport
| Hazai \ Vendég | ASK | EIK | FFK | LIL | MOL | SBK | SKD | SFK |
| -------------- | --- | --- | --- | --- | --- | --- | --- | --- |
| Asker          | —   | 1–1 | 5–2 | 3–1 | 3–3 | 0–0 | 2–2 | 6–1 |
| Eik            | 4–0 | —   | 1–2 | 2–0 | 3–1 | 0–0 | 0–4 | 4–2 |
| Fredrikstad    | 3–1 | 4–1 | —   | 4–3 | 6–1 | 1–0 | 1–2 | 9–0 |
| Lillestrøm     | 2–6 | 3–1 | 2–2 | —   | 4–0 | 3–1 | 1–3 | 4–2 |
| Molde          | 1–1 | 1–3 | 1–1 | 0–3 | —   | 1–1 | 0–4 | 5–2 |
| Sandefjord     | 1–2 | 0–0 | 0–0 | 5–2 | 2–1 | —   | 2–1 | 3–1 |
| Skeid          | 3–1 | 7–2 | 1–2 | 2–1 | 2–0 | 4–0 | —   | 3–1 |
| Steinkjer      | 2–5 | 2–0 | 0–8 | 1–5 | 3–3 | 0–1 | 0–3 | —   |

## Döntő
- Viking 2–0 Skeid